# Norra Linkaren
Norra Linkaren är en sjö i Vimmerby kommun i Småland och ingår i Motala ströms huvudavrinningsområde. Sjön är 9,6 meter djup, har en yta på 0,0685 kvadratkilometer och befinner sig 125,9 meter över havet. Sjön avvattnas av vattendraget Vervelån.

## Delavrinningsområde
Norra Linkaren ingår i det delavrinningsområde (641000-149174) som SMHI kallar för Inloppet i Ören. Medelhöjden är 175 meter över havet och ytan är 45,76 kvadratkilometer. Räknas de 2 avrinningsområdena uppströms in blir den ackumulerade arean 80,36 kvadratkilometer. Vervelån som avvattnar avrinningsområdet har biflödesordning 3, vilket innebär att vattnet flödar genom totalt 3 vattendrag innan det når havet efter 184 kilometer. Avrinningsområdet består mestadels av skog (84 procent). Avrinningsområdet har 0,61 kvadratkilometer vattenytor vilket ger det en sjöprocent på 1,3 procent. Bebyggelsen i området täcker en yta av 1,8 kvadratkilometer eller 4 procent av avrinningsområdet.